# Міністр закордонних справ Афганістану
Міністр закордонних справ Афганістану — глава зовнішньополітичного відомства Афганістану.
З 7 вересня 2021 року виконувачем обов'язків міністра закордонних справ є Амір Хан Муттакі.

## Список міністрів

### Емірат Афганістан
| #    | Міністр                        | Фото | Час на посаді                | Партія | Уряд |
| ---- | ------------------------------ | ---- | ---------------------------- | ------ | ---- |
| 1    | Мірза Гулам Мухаммед Мір Мунсі |      | 1907–1917                    |        |      |
| 2    | Сардар Мухаммед Азіз-хан       |      | 1917 — березень 1919         |        |      |
| 3    | Махмуд-бек Тарзі               |      | март 1919 — червень 1922     |        |      |
| 4    | Мухаммед Валі-хан              |      | червень 1922 — квітень 1924  |        |      |
| в.о. | Сардар Шир Ахмад               |      | квітень 1924 — вересень 1924 |        |      |
| 5    | Махмуд-бек Тарзі               |      | вересень 1924 — січень 1927  |        |      |

### Королівство Афганістан
| #    | Міністр                | Фото | Час на посаді                 | Партія | Уряд |
| ---- | ---------------------- | ---- | ----------------------------- | ------ | ---- |
| в.о. | Гулам Сіддик-хан Чархі |      | січень 1927 — листопад 1927   |        |      |
| в.о. | Мухаммед Валі-хан      |      | листопад 1927 — листопад 1928 |        |      |
| в.о. | Гулам Сіддик-хан Чархі |      | листопад 1928 — січень 1929   |        |      |

### Емірат Афганістан
| # | Міністр     | Фото | Час на посаді              | Партія | Уряд |
| - | ----------- | ---- | -------------------------- | ------ | ---- |
| 6 | Ата-аль-Гак |      | січень 1929 — жовтень 1929 |        |      |

### Королівство Афганістан
| #    | Міністр                   | Фото | Час на посаді                     | Партія       | Уряд |
| ---- | ------------------------- | ---- | --------------------------------- | ------------ | ---- |
| в.о. | Мухаммед Валі-хан         |      | жовтень 1929 — листопад 1929      |              |      |
| в.о. | Алі Мухаммед-хан          |      | листопад 1929 — листопад 1929     |              |      |
| 7    | Фаїз Мухаммед-хан Закарія |      | листопад 1929–1938                |              |      |
| в.о. | Алі Мухаммед-хан          |      | 1938 — 23 березня 1953            |              |      |
| 8    | Султан Ахмад-хан Шерозі   |      | 23 березня 1953 — вересень 1953   |              |      |
| 9    | Султан Мухаммед-хан       |      | 1953                              |              |      |
| 10   | Мухаммед Наїм-хан         |      | 20 вересня 1953 — 9 березня 1963  |              |      |
| 11   | Мухаммед Юсуф             |      | 9 березня 1963 — 25 жовтня 1965   |              |      |
| 12   | Саєд Самсаддін Магрук     |      | 25 жовтня 1965 — 2 листопада 1965 |              |      |
| 13   | Нур Ахмад Еттемаді        |      | 2 листопада 1965 — 25 липня 1971  |              |      |
| 14   | Мухаммед Муса Шафік       |      | 25 липня 1971 — 18 липня 1973     | безпартійний |      |

### Республіка Афганістан
| #  | Міністр           | Фото | Час на посаді                  | Партія                                     | Уряд |
| -- | ----------------- | ---- | ------------------------------ | ------------------------------------------ | ---- |
| 15 | Мухаммед Дауд Хан |      | 18 липня 1973 — 27 квітня 1978 | Національно-революційна партія Афганістану |      |

### Демократична Республіка Афганістан
| #  | Міністр               | Фото | Час на посаді                  | Партія | Уряд |
| -- | --------------------- | ---- | ------------------------------ | ------ | ---- |
| 16 | Хафізулла Амін        |      | 1 травня 1978 — 28 липня 1979  | НДПА   |      |
| 17 | Шах Валі              |      | 28 липня 1979 — 28 грудня 1979 | НДПА   |      |
| 18 | Шах Мухаммед Дост     |      | 28 грудня 1979 — 4 грудня 1986 | НДПА   |      |
| 19 | Мохаммед Абдул Вакіль |      | 4 грудня 1986 — 16 квітня 1992 | НДПА   |      |

### Ісламська Держава Афганістан
| #  | Міністр              | Фото | Час на посаді                      | Партія | Уряд |
| -- | -------------------- | ---- | ---------------------------------- | ------ | ---- |
| 20 | Саєд Сулейман Гілані |      | 5 травня 1992 — 17 червня 1993     |        |      |
| 21 | Хедайят Амін Арсала  |      | 17 червня 1993 — 30 листопада 1994 |        |      |
| 22 | Наджибула Лафрає     |      | 30 листопада 1994 — 3 липня 1996   |        |      |
| 23 | Абдул Рагім Гафурзай |      | 3 липня 1996 — 27 вересня 1996     |        |      |

### Ісламський Емірат Афганістан
| #  | Міністр                            | Фото | Час на посаді                      | Рух     | Уряд |
| -- | ---------------------------------- | ---- | ---------------------------------- | ------- | ---- |
| 24 | Мухаммед Гоуз                      |      | 27 вересня 1996 — 13 червня 1997   | Талібан |      |
| 25 | Абдул Джаліль                      |      | 13 червня 1997 — 4 вересня 1997    |         |      |
| 26 | Аллах Мулла Мухаммед Хассан Акбонд |      | 4 вересня 1997 — 27 жовтня 1999    |         |      |
| 27 | Вакіль Ахмад Муттавакіль           |      | 27 жовтня 1999 — 13 листопада 2001 | Талібан |      |

### Ісламська Держава Афганістан
| #    | Міністр                  | Фото | Час на посаді                    | Партія                 | Уряд |
| ---- | ------------------------ | ---- | -------------------------------- | ---------------------- | ---- |
| 28   | Абдулла Абдулла          |      | 27 грудня 2001 — 22 березня 2006 |                        |      |
| 29   | Рангін Дадфар Спанта     |      | 22 березня 2006 — 16 січня 2010  |                        |      |
| 30   | Залмай Расул             |      | 18 січня 2010 — 28 жовтня 2013   | безпартійний           |      |
| 31   | Зарар Ахмад Османі       |      | 28 жовтня 2013 — 12 грудня 2014  |                        |      |
| в.о. | Аттікулах Атіфмал        |      | 12 грудня 2014 — 1 лютого 2015   |                        |      |
| 32   | Салахуддін Раббані       |      | 1 лютого 2015 — 23 грудня 2015   | ІТА                    |      |
| в.о. | Ідріс Заман              |      | 30 жовтня 2019 — 22 січня 2020   |                        |      |
| в.о. | Мохаммад Харун Чахансурі |      | 22 січня 2020 — 4 квітня 2020    |                        |      |
| 33   | Мохаммед Ганіф Атмар     |      | 4 квітня 2020 — 15 серпня 2021   | Право і справедливість |      |

### Ісламський Емірат Афганістан
| #    | Міністр          | Фото | Час на посаді    | Рух     | Уряд |
| ---- | ---------------- | ---- | ---------------- | ------- | ---- |
| в.о. | Амір Хан Муттакі |      | з 7 вересня 2021 | Талібан |      |